# خشن‌ها (فیلم ۱۹۷۴)
خشن‌ها (به انگلیسی: Klansman) یک فیلم سینمایی آمریکایی در ژانر درام محصول سال ۱۹۷۴میلادی است که براساس کتابی با همین نام نوشتهٔ ویلیام بردفورد هوی ساخته شده‌است. کارگردان این فیلم ترنس یانگ است و لی ماروین، ریچارد برتون، او.جی. سیمپسون (اولین حضورش در یک فیلم سینمایی)، لولا فالانا و لیندا ایوانز بازیگران آن هستند.

## بازیگران
- لی ماروین در نقش کلانتر پیشن باسکمب
- ریچارد برتون در نقش برک استنسیل
- کامرون میچل در نقش بیت کاتت کیتز
- او.جی. سیمپسون در نقش گارت
- لولا فالانا در نقش لورتا سایکس
- دیوید هودلستون در نقش شهردار هاردی ریدل
- لیندا ایوانز در نقش نانسی پوته
- لوچانا پالوتزی در نقش تریکسی
- دیوید لاد به عنوان فلاگ
- جان آلدرسون در نقش ورنون هودو
- جان پیرس به عنوان تاگگارت
- Virgil Frye به عنوان جانسون
- لری ویلیامز در نقش لایتنینگ راد

## تولید
رمان خشن‌ها در سال ۱۹۶۷ منتشر شد. حقوق فیلم توسط کمپانی رابرت لدر با قیمت ۱۰۰ هزاردلار خریداری شد. در ابتدا قرار بود دان استیوارت کارگردان این اثر باشد و چاک کانرس در نقش کلانتر بازی کند.